# Ахмед Багжа
Ахмед Багжа (араб. أحمد البهجة, нар. 21 грудня 1970, Марракеш) — марокканський футболіст, що грав на позиції нападника.
Виступав, зокрема, за клуб «Кавкаб», а також національну збірну Марокко.
Володар Кубка володарів кубків Азії.

## Клубна кар'єра
У дорослому футболі дебютував 1989 року виступами за команду «Кавкаб», у якій провів сім сезонів.
Згодом з 1996 по 2003 рік грав у складі команд «Аль-Іттіхад», «Аль-Васл», «Аль-Наср» (Ер-Ріяд), «Аль-Аглі» (Триполі), «Аль-Наср» (Дубай) та «Раджа» (Касабланка). Протягом цих років виборов титул володаря Кубка володарів кубків Азії.
Завершив ігрову кар'єру у команді «Магреб Фес», за яку виступав протягом 2003—2005 років.

## Виступи за збірну
У 1994 році дебютував в офіційних матчах у складі національної збірної Марокко.
У складі збірної був учасником чемпіонату світу 1994 року у США, Кубка африканських націй 1998 року у Буркіна Фасо, Кубка африканських націй 2000 року у Гані та Нігерії.
Загалом протягом кар'єри в національній команді, яка тривала 7 років, провів у її формі 18 матчів, забивши 6 голів.

## Титули і досягнення
- Володар Кубка володарів кубків Азії (1):

«Аль-Іттіхад»: 1998-1999